# Grupo resoluble
En la teoría de grupos, un grupo resoluble (o soluble) es un grupo que se construye a partir de grupos abelianos usando extensiones de grupo. Equivalentemente, un grupo resoluble es un grupo cuya serie derivada se termina en el subgrupo trivial.

## Definición
Un grupo finito G se dice resoluble (o soluble) si existe una cadena finita de subgrupos {\displaystyle \{G_{i}\}_{i=1}^{n}\subset G} tal que:
{\displaystyle \{1_{G}\}=G_{0}\subseteq G_{1}\subseteq \dots \subseteq G_{n}=G,}
donde para cada {\displaystyle i=0,1,\dots ,n-1} se cumple que:
- {\displaystyle G_{i}} es subgrupo normal en {\displaystyle G_{i+1}}, notado usualmente como {\displaystyle G_{i}\triangleleft G_{i+1}}.

- El grupo cociente {\displaystyle G_{i+1}/G_{i}} es abeliano.

A la anterior cadena, cuando exista, se le suele denominar torre, según Serge Lang.
Otra forma de definir la solubilidad de un grupo es a partir de los subgrupos conmutadores. Definimos {\displaystyle G^{(0)}=G} y {\displaystyle G^{(i+1)}=[G_{i},G_{i}]}. Tendremos entonces una sucesión decreciente de subgrupos, a la que llamamos serie derivada:
{\displaystyle G=G^{(0)}\supseteq G^{(1)}\supseteq G^{(2)}\dots ,} donde {\displaystyle G^{(i+1)}\vartriangleleft G^{(i)}} para todo i.
El grupo es soluble si existe {\displaystyle n\in \mathbb {N} } tal que {\displaystyle G^{(n)}=\{1_{G}\}}.
Las dos definiciones son equivalentes porque dados un grupo {\displaystyle J} y un subgrupo normal {\displaystyle N\vartriangleleft J}, se tiene que {\displaystyle J/N} es abeliano si y solo si {\displaystyle [J,J]\subseteq N}.

## Ejemplos
- Todo grupo abeliano es resoluble, ya que {\displaystyle \{1\}\subseteq G} y {\displaystyle 1\triangleleft G}, dado que {\displaystyle x\cdot 1_{G}\cdot x^{-1}\in \{1_{G}\}} y además {\displaystyle G/\{1\}\simeq G}, por lo que es abeliano.

- {\displaystyle S_{3}} es resoluble. Basta ver que {\displaystyle 1\triangleleft A_{3}\triangleleft S_{3}} es una torre abeliana, con {\displaystyle A_{n}} el grupo alternado para {\displaystyle S_{n}}.

- {\displaystyle A_{4}} es resoluble. Basta ver que {\displaystyle 1\triangleleft V\triangleleft A_{4}}, es una torre abeliana de {\displaystyle A_{4}}, donde {\displaystyle V=\{1,(12)(34),(13)(24),(14)(23)\}}.

- {\displaystyle S_{4}} es resoluble. Se puede ver que {\displaystyle 1\triangleleft V\triangleleft A_{4}\triangleleft S_{4}} es una torre abeliana de {\displaystyle S_{4}}.

- {\displaystyle A_{5}} es un grupo no resoluble, ya que se conoce que {\displaystyle A_{5}} es simple, por lo que la única cadena posible es {\displaystyle 1\triangleleft A_{5}}, pero {\displaystyle A_{5}} no es abeliano, dado que {\displaystyle (12)(34)(345)\neq (345)(12)(34)}.

## Propiedades
- Si {\displaystyle G} es un grupo soluble y {\displaystyle f:G\to H} es un homomorfismo de grupos entonces {\displaystyle f(G)} es soluble. Esto es equivalente, gracias al primer teorema de isomorfismos, a que si {\displaystyle N\vartriangleleft G} y {\displaystyle G} es soluble entonces {\displaystyle G/N} es soluble.

- Si {\displaystyle G} es soluble y {\displaystyle H\leq G} entonces {\displaystyle H} es soluble.

- Si {\displaystyle N\vartriangleleft G} verifican que tanto {\displaystyle N} como {\displaystyle G/N} son solubles entonces {\displaystyle G} es soluble.

- De las propiedades anteriores podemos deducir que el producto directo {\displaystyle G\times H} es soluble si y solo si {\displaystyle G} y {\displaystyle H} lo son.

## Importancia
Está ligado a la teoría de Galois y  a la resolución de ecuaciones algebraicas. Un teorema importante en ese sentido es: 
Un polinomio g sobre K (con característica 0) es resoluble por radicales si y solo si su grupo de Galois sobre K es soluble.